# Luelmo
Luelmo (asztur-leóni nyelven L'Uelmu) település Spanyolországban,  Zamora tartományban. Luelmo Moralina, Moral de Sayago, Bermillo de Sayago, Fariza, Argañín és Gamones községekkel határos. Lakosainak száma 149 fő (2024).

## Népesség
A település népessége az utóbbi években az alábbiak szerint változott:
| Lakosok száma | 251  | 228  | 225  | 220  | 206  | 183  | 158  | 154  | 155  | 149  |
|               | 2001 | 2004 | 2007 | 2009 | 2012 | 2014 | 2017 | 2019 | 2022 | 2024 |